# Fußball-Weltmeisterschaft 2018/Gruppe C
| Pl. | Land       | Sp. | S | U | N | Tore    | Diff. | Punkte |
| --- | ---------- | --- | - | - | - | ------- | ----- | ------ |
| 1.  | Frankreich | 3   | 2 | 1 | 0 | 003:100 | +2    | 07     |
| 2.  | Dänemark   | 3   | 1 | 2 | 0 | 002:100 | +1    | 05     |
| 3.  | Peru       | 3   | 1 | 0 | 2 | 002:200 | ±0    | 03     |
| 4.  | Australien | 3   | 0 | 1 | 2 | 002:500 | −3    | 01     |

Gruppe C der Fußball-Weltmeisterschaft 2018:

## Frankreich – Australien 2:1 (0:0)
| Frankreich                                                         | Frankreich | Australien | Australien | Aufstellung                             |
| ------------------------------------------------------------------ | --- | --- | ---------- | --------------------------------------- |
| Frankreich                                                         | \| 1. Spieltag \| \| 16. Juni 2018 um 13:00 Uhr (12:00 Uhr MESZ) in Kasan (Kasan-Arena) \| \| Zuschauer: 41.279 \| \| Schiedsrichter: Andrés Cunha ( Uruguay) 1 \| \| Spielbericht \|                                                                                    | \| 1. Spieltag \| \| 16. Juni 2018 um 13:00 Uhr (12:00 Uhr MESZ) in Kasan (Kasan-Arena) \| \| Zuschauer: 41.279 \| \| Schiedsrichter: Andrés Cunha ( Uruguay) 1 \| \| Spielbericht \|                                                                                 | Australien | Aufstellung Frankreich gegen Australien |
| Frankreich                                                         | Hugo Lloris – Benjamin Pavard, Raphaël Varane, Samuel Umtiti, Lucas Hernández – Corentin Tolisso (78. Blaise Matuidi), N’Golo Kanté, Paul Pogba – Ousmane Dembélé (70. Nabil Fekir), Kylian Mbappé, Antoine Griezmann (70. Olivier Giroud) Cheftrainer: Didier Deschamps | Mathew Ryan – Joshua Risdon, Mark Milligan, Trent Sainsbury, Aziz Behich – Mile Jedinak , Aaron Mooy – Mathew Leckie, Tom Rogic (72. Jackson Irvine), Robbie Kruse (84. Daniel Arzani) – Andrew Nabbout (64. Tomi Juric) Cheftrainer: Bert van Marwijk ( Niederlande) | Australien | Aufstellung Frankreich gegen Australien |
| Frankreich                                                         | 1:0 Griezmann (58., Foulelfmeter) 2:1 Behich (81., Eigentor) | 1:1 Jedinak (62., Handelfmeter) | Australien | Aufstellung Frankreich gegen Australien |
| Frankreich                                                         | Tolisso (76.) | Leckie (13.), Risdon (57.), Behich (87.) | Australien | Aufstellung Frankreich gegen Australien |
| Frankreich                                                         | Spieler des Spiels: Antoine Griezmann (Frankreich) | | Australien | Aufstellung Frankreich gegen Australien |
| 1. Spieltag                                                        | | |            |                                         |
| 16. Juni 2018 um 13:00 Uhr (12:00 Uhr MESZ) in Kasan (Kasan-Arena) | | |            |                                         |
| Zuschauer: 41.279                                                  | | |            |                                         |
| Schiedsrichter: Andrés Cunha ( Uruguay) 1                          | | |            |                                         |
| Spielbericht                                                       | | |            |                                         |

Frankreich gelang gegen Australien ein knapper Auftaktsieg. Mbappé hatte zwar bereits in der 2. Minute eine erste Möglichkeit, dies sollte jedoch die einzige nennenswerte Chance des Favoriten in der ersten Halbzeit bleiben. Hugo Lloris verhinderte in der 17. Minute nach einem Freistoß für Australien ein Eigentor von Tolisso. In der zweiten Halbzeit wurde mit Hilfe des Videobeweises auf Elfmeter entschieden, wodurch Frankreich in Führung ging. Unmittelbar darauf gab es auf der Gegenseite Elfmeter für Australien, da Umtiti den Ball bei einem australischen Freistoß über Kopfhöhe mit der Hand berührt hatte. In der 80. Minute fälschte Behich einen Schuss von Pogba ab, der Ball flog an die Unterkante der Querlatte und von dort aus knapp, aber mit vollem Durchmesser hinter die Torlinie. Die FIFA wertete den Treffer als Eigentor.

## Peru – Dänemark 0:1 (0:0)
| Peru                                                                      | Peru | Dänemark | Dänemark | Aufstellung                     |
| ------------------------------------------------------------------------- | --- | --- | -------- | ------------------------------- |
| Peru                                                                      | \| 1. Spieltag \| \| 16. Juni 2018 um 19:00 Uhr (18:00 Uhr MESZ) in Saransk (Mordwinien-Arena) \| \| Zuschauer: 40.502 \| \| Schiedsrichter: Bakary Gassama ( Gambia) 2 \| \| Spielbericht \|                                                                                               | \| 1. Spieltag \| \| 16. Juni 2018 um 19:00 Uhr (18:00 Uhr MESZ) in Saransk (Mordwinien-Arena) \| \| Zuschauer: 40.502 \| \| Schiedsrichter: Bakary Gassama ( Gambia) 2 \| \| Spielbericht \|                                                                                                | Dänemark | Aufstellung Peru gegen Dänemark |
| Peru                                                                      | Pedro Gallese – Luis Advíncula, Alberto Rodríguez , Christian Ramos, Miguel Trauco – Renato Tapia (87. Pedro Aquino), Yoshimar Yotún – André Carrillo, Christian Cueva, Edison Flores (62. Paolo Guerrero) – Jefferson Farfán (85. Raúl Ruidíaz) Cheftrainer: Ricardo Gareca ( Argentinien) | Kasper Schmeichel – Henrik Dalsgaard, Simon Kjær , Andreas Christensen (81. Zanka), Jens Stryger Larsen – William Kvist (35. Lasse Schöne), Christian Eriksen, Thomas Delaney – Yussuf Poulsen, Nicolai Jørgensen, Pione Sisto (67. Martin Braithwaite) Cheftrainer: Åge Hareide ( Norwegen) | Dänemark | Aufstellung Peru gegen Dänemark |
| Peru                                                                      | 0:1 Poulsen (59.) | | Dänemark | Aufstellung Peru gegen Dänemark |
| Peru                                                                      | Tapia (38.) | Delaney (86.), Poulsen (90.+3′) | Dänemark | Aufstellung Peru gegen Dänemark |
| Peru                                                                      | Christian Cueva schießt einen Foulelfmeter über das Tor (45.+1′). | | Dänemark | Aufstellung Peru gegen Dänemark |
| Peru                                                                      | Spieler des Spiels: Yussuf Poulsen (Dänemark) | | Dänemark | Aufstellung Peru gegen Dänemark |
| 1. Spieltag                                                               | | |          |                                 |
| 16. Juni 2018 um 19:00 Uhr (18:00 Uhr MESZ) in Saransk (Mordwinien-Arena) | | |          |                                 |
| Zuschauer: 40.502                                                         | | |          |                                 |
| Schiedsrichter: Bakary Gassama ( Gambia) 2                                | | |          |                                 |
| Spielbericht                                                              | | |          |                                 |

Peru war in der ersten Halbzeit dominant und vergab kurz vor der Halbzeitpause nach einem Foul an Cueva und anschließendem Einsatz des Videobeweises einen Elfmeter. In der zweiten Halbzeit schloss Poulsen einen schnellen Konterangriff der Dänen zum 1:0-Führungstreffer ab. Peru konnte zahlreiche gute Ausgleichschancen nicht verwerten, auf der anderen Seite vergab Eriksen in der 86. Minute bei einem der wenigen Gegenangriffe das mögliche 2:0. Letztlich blieb es bei einem knappen Sieg für Dänemark, vor allem aufgrund einer starken Leistung von Torhüter Kasper Schmeichel.

## Dänemark – Australien 1:1 (1:1)
| Dänemark                                                             | Dänemark | Australien | Australien | Aufstellung                           |
| -------------------------------------------------------------------- | --- | --- | ---------- | ------------------------------------- |
| Dänemark                                                             | \| 2. Spieltag \| \| 21. Juni 2018 um 16:00 Uhr (14:00 Uhr MESZ) in Samara (Kosmos-Arena) \| \| Zuschauer: 40.727 \| \| Schiedsrichter: Antonio Mateu Lahoz ( Spanien) 3 \| \| Spielbericht \|                                                                                       | \| 2. Spieltag \| \| 21. Juni 2018 um 16:00 Uhr (14:00 Uhr MESZ) in Samara (Kosmos-Arena) \| \| Zuschauer: 40.727 \| \| Schiedsrichter: Antonio Mateu Lahoz ( Spanien) 3 \| \| Spielbericht \|                                                                        | Australien | Aufstellung Dänemark gegen Australien |
| Dänemark                                                             | Kasper Schmeichel – Henrik Dalsgaard, Simon Kjær , Andreas Christensen, Jens Stryger Larsen – Thomas Delaney, Lasse Schöne, Christian Eriksen – Yussuf Poulsen (59. Martin Braithwaite), Nicolai Jørgensen (68. Andreas Cornelius), Pione Sisto Cheftrainer: Åge Hareide ( Norwegen) | Mathew Ryan – Joshua Risdon, Trent Sainsbury, Mark Milligan, Aziz Behich – Mile Jedinak , Aaron Mooy – Mathew Leckie, Tom Rogic (82. Jackson Irvine), Robbie Kruse (68. Daniel Arzani) – Andrew Nabbout (75. Tomi Juric) Cheftrainer: Bert van Marwijk ( Niederlande) | Australien | Aufstellung Dänemark gegen Australien |
| Dänemark                                                             | 1:0 Eriksen (7.) | 1:1 Jedinak (38., Handelfmeter) | Australien | Aufstellung Dänemark gegen Australien |
| Dänemark                                                             | Poulsen (37.), Sisto (84.) | | Australien | Aufstellung Dänemark gegen Australien |
| Dänemark                                                             | Spieler des Spiels: Christian Eriksen (Dänemark) | | Australien | Aufstellung Dänemark gegen Australien |
| 2. Spieltag                                                          | | |            |                                       |
| 21. Juni 2018 um 16:00 Uhr (14:00 Uhr MESZ) in Samara (Kosmos-Arena) | | |            |                                       |
| Zuschauer: 40.727                                                    | | |            |                                       |
| Schiedsrichter: Antonio Mateu Lahoz ( Spanien) 3                     | | |            |                                       |
| Spielbericht                                                         | | |            |                                       |

## Frankreich – Peru 1:0 (1:0)
| Frankreich                                                                          | Frankreich | Peru | Peru | Aufstellung                       |
| ----------------------------------------------------------------------------------- | --- | --- | ---- | --------------------------------- |
| Frankreich                                                                          | \| 2. Spieltag \| \| 21. Juni 2018 um 20:00 Uhr (17:00 Uhr MESZ) in Jekaterinburg (Zentralstadion) \| \| Zuschauer: 32.789 \| \| Schiedsrichter: Mohammed Abdullah Hassan Mohammed ( Vereinigte Arabische Emirate) 4 \| \| Spielbericht \|                             | \| 2. Spieltag \| \| 21. Juni 2018 um 20:00 Uhr (17:00 Uhr MESZ) in Jekaterinburg (Zentralstadion) \| \| Zuschauer: 32.789 \| \| Schiedsrichter: Mohammed Abdullah Hassan Mohammed ( Vereinigte Arabische Emirate) 4 \| \| Spielbericht \|                                                        | Peru | Aufstellung Frankreich gegen Peru |
| Frankreich                                                                          | Hugo Lloris – Benjamin Pavard, Raphaël Varane, Samuel Umtiti, Lucas Hernández – Paul Pogba (89. Steven Nzonzi), N’Golo Kanté – Kylian Mbappé (75. Ousmane Dembélé), Antoine Griezmann (80. Nabil Fekir), Blaise Matuidi – Olivier Giroud Cheftrainer: Didier Deschamps | Pedro Gallese – Luis Advíncula, Christian Ramos, Alberto Rodríguez (46. Anderson Santamaría), Miguel Trauco – Pedro Aquino, Yoshimar Yotún (46. Jefferson Farfán) – André Carrillo, Christian Cueva (82. Raúl Ruidíaz), Edison Flores – Paolo Guerrero Cheftrainer: Ricardo Gareca ( Argentinien) | Peru | Aufstellung Frankreich gegen Peru |
| Frankreich                                                                          | 1:0 Mbappé (34.) | | Peru | Aufstellung Frankreich gegen Peru |
| Frankreich                                                                          | Matuidi (16.), Pogba (86.) | Guerrero (23.), Aquino (81.) | Peru | Aufstellung Frankreich gegen Peru |
| Frankreich                                                                          | Spieler des Spiels: Kylian Mbappé (Frankreich) | | Peru | Aufstellung Frankreich gegen Peru |
| 2. Spieltag                                                                         | | |      |                                   |
| 21. Juni 2018 um 20:00 Uhr (17:00 Uhr MESZ) in Jekaterinburg (Zentralstadion)       | | |      |                                   |
| Zuschauer: 32.789                                                                   | | |      |                                   |
| Schiedsrichter: Mohammed Abdullah Hassan Mohammed ( Vereinigte Arabische Emirate) 4 | | |      |                                   |
| Spielbericht                                                                        | | |      |                                   |

Die Franzosen zogen nach einem Treffer durch den jüngsten Torschützen ihrer WM-Geschichte, Kylian Mbappé, glanzlos ein Spiel vor Ende der Gruppenphase in die nächste Runde ein. Im Verwaltungsmodus ließen die Bleus den Gegner immer wieder in ihre Hälfte ziehen, ohne jedoch den Sieg zu gefährden. Ein Negativhighlight dürfte die bis zur Grenze des Erlaubten ausgereizte „Verabschiedungstour“ Mbappés zum Zeitschinden vor dessen Auswechslung gewesen sein.

## Dänemark – Frankreich 0:0
| Dänemark                                                                         | Dänemark | Frankreich | Frankreich | Aufstellung                           |
| -------------------------------------------------------------------------------- | --- | --- | ---------- | ------------------------------------- |
| Dänemark                                                                         | \| 3. Spieltag \| \| 26. Juni 2018 um 17:00 Uhr (16:00 Uhr MESZ) in Moskau (Olympiastadion Luschniki) \| \| Zuschauer: 78.011 \| \| Schiedsrichter: Sandro Ricci ( Brasilien) 5 \| \| Spielbericht \|                                                                                             | \| 3. Spieltag \| \| 26. Juni 2018 um 17:00 Uhr (16:00 Uhr MESZ) in Moskau (Olympiastadion Luschniki) \| \| Zuschauer: 78.011 \| \| Schiedsrichter: Sandro Ricci ( Brasilien) 5 \| \| Spielbericht \|                                                                          | Frankreich | Aufstellung Dänemark gegen Frankreich |
| Dänemark                                                                         | Kasper Schmeichel – Henrik Dalsgaard, Simon Kjær , Andreas Christensen, Jens Stryger Larsen – Thomas Delaney (90.+2′ Lukas Lerager), Zanka, Christian Eriksen – Pione Sisto (60. Viktor Fischer), Andreas Cornelius (75. Kasper Dolberg), Martin Braithwaite Cheftrainer: Åge Hareide ( Norwegen) | Steve Mandanda – Djibril Sidibé, Raphaël Varane , Presnel Kimpembe, Lucas Hernández (50. Benjamin Mendy) – N’Golo Kanté, Steven Nzonzi – Ousmane Dembélé (78. Kylian Mbappé), Antoine Griezmann (68. Nabil Fekir), Thomas Lemar – Olivier Giroud Cheftrainer: Didier Deschamps | Frankreich | Aufstellung Dänemark gegen Frankreich |
| Dänemark                                                                         | Jørgensen (45.+3′) | | Frankreich | Aufstellung Dänemark gegen Frankreich |
| Dänemark                                                                         | Spieler des Spiels: N’Golo Kanté (Frankreich) | | Frankreich | Aufstellung Dänemark gegen Frankreich |
| 3. Spieltag                                                                      | | |            |                                       |
| 26. Juni 2018 um 17:00 Uhr (16:00 Uhr MESZ) in Moskau (Olympiastadion Luschniki) | | |            |                                       |
| Zuschauer: 78.011                                                                | | |            |                                       |
| Schiedsrichter: Sandro Ricci ( Brasilien) 5                                      | | |            |                                       |
| Spielbericht                                                                     | | |            |                                       |

## Australien – Peru 0:2 (0:1)
| Australien                                                                      | Australien | Peru | Peru | Aufstellung                       |
| ------------------------------------------------------------------------------- | --- | --- | ---- | --------------------------------- |
| Australien                                                                      | \| 3. Spieltag \| \| 26. Juni 2018 um 17:00 Uhr (16:00 Uhr MESZ) in Sotschi (Olympiastadion Sotschi) \| \| Zuschauer: 44.073 \| \| Schiedsrichter: Sergei Karassjow ( Russland) 6 \| \| Spielbericht \|                                                           | \| 3. Spieltag \| \| 26. Juni 2018 um 17:00 Uhr (16:00 Uhr MESZ) in Sotschi (Olympiastadion Sotschi) \| \| Zuschauer: 44.073 \| \| Schiedsrichter: Sergei Karassjow ( Russland) 6 \| \| Spielbericht \|                                                                                       | Peru | Aufstellung Australien gegen Peru |
| Australien                                                                      | Mathew Ryan – Joshua Risdon, Trent Sainsbury, Mark Milligan, Aziz Behich – Mile Jedinak , Aaron Mooy – Mathew Leckie, Tom Rogic (72. Jackson Irvine), Robbie Kruse (58. Daniel Arzani) – Tomi Juric (53. Tim Cahill) Cheftrainer: Bert van Marwijk ( Niederlande) | Pedro Gallese – Luis Advíncula, Christian Ramos, Anderson Santamaría, Miguel Trauco – Renato Tapia (63. Paolo Hurtado), Yoshimar Yotún (46. Pedro Aquino) – André Carrillo (79. Wilder Cartagena), Christian Cueva, Edison Flores – Paolo Guerrero Cheftrainer: Ricardo Gareca ( Argentinien) | Peru | Aufstellung Australien gegen Peru |
| Australien                                                                      | 0:1 Carrillo (18.) 0:2 Guerrero (50.) | | Peru | Aufstellung Australien gegen Peru |
| Australien                                                                      | Jedinak (10.), Arzani (60.), Rogic (66.), Milligan (88.) | Yotún (45.), Hurtado (79.) | Peru | Aufstellung Australien gegen Peru |
| Australien                                                                      | Spieler des Spiels: André Carrillo (Peru) | | Peru | Aufstellung Australien gegen Peru |
| 3. Spieltag                                                                     | | |      |                                   |
| 26. Juni 2018 um 17:00 Uhr (16:00 Uhr MESZ) in Sotschi (Olympiastadion Sotschi) | | |      |                                   |
| Zuschauer: 44.073                                                               | | |      |                                   |
| Schiedsrichter: Sergei Karassjow ( Russland) 6                                  | | |      |                                   |
| Spielbericht                                                                    | | |      |                                   |